# 青山剛昌故鄉館
青山剛昌故鄉館是位於日本鳥取縣北榮町以出身於當地的漫畫家青山剛昌為主題的動漫博物館，由北榮町公所設立並自行負責營運管理；館內展示青山岡昌的手稿、成長經歷、及作品相關介紹。由於青山剛昌的代表作為《名偵探柯南》，館內亦有大量該作品的相關展示品，因此也被稱為「柯南博物館」。
北榮町為配合青山剛昌故鄉館的宣傳，在自由良車站至青山剛昌故鄉館沿途約1.4公里長的路上，設立了包括「柯南車站」、「柯南大道」、「柯南大橋」、「柯南之家 米花商店街」、「名探偵柯南巨大迷宮」等大量《名偵探柯南》相關的塑像或標示。

## 歷史
青山剛昌於1963年出生於鳥取縣大榮町，先後於當地就讀大榮小學校、大榮中學校、由良育英高等學校，直到高中畢業後才離開本地。
1999年，大榮町公所在獲得青山剛昌的同意下，將公所前方通往位於海邊的國道9號，這段大榮町的主要聯外道路命名為「柯南大道」，並將這段路上跨越由良川的橋樑命名為「柯南大橋」，青山剛昌也一同參加了大橋的開通典禮。
2003年日本政府開始推行「日本旅遊活動」，希望能在2010年讓到日本旅遊的外國旅客倍增達到1千萬人，以活化地方經濟。因而在鳥取縣的規劃下，當時大榮町公所也開始進一步規劃以青山剛昌的作品《名偵探柯南》為主題，在町內設置柯南村做為吸引觀光客的主題。
2005年大榮町與相鄰的北條町合併為北榮町，同時也決定了以「柯南」為主題的發展方針，將位於柯南大道北端道之站大榮旁的「大榮町歷史文化學習館」改設為「青山剛昌故鄉館」，做為町內發展觀光的主題；青山剛昌故鄉館於2007年完成並開始營運，此後每年七月時配合北榮町當地的農產西瓜和山藥舉辦的「西瓜、山藥健康馬拉松」也由柯南擔任代言人。
2019年全年入館旅客人次已超過20萬人，人數最多時一天入館人次超過4,000人，但由於現有場館空間不大，因而2020年的檢討委員會中提出了遷館新建的意見。

## 相關照片

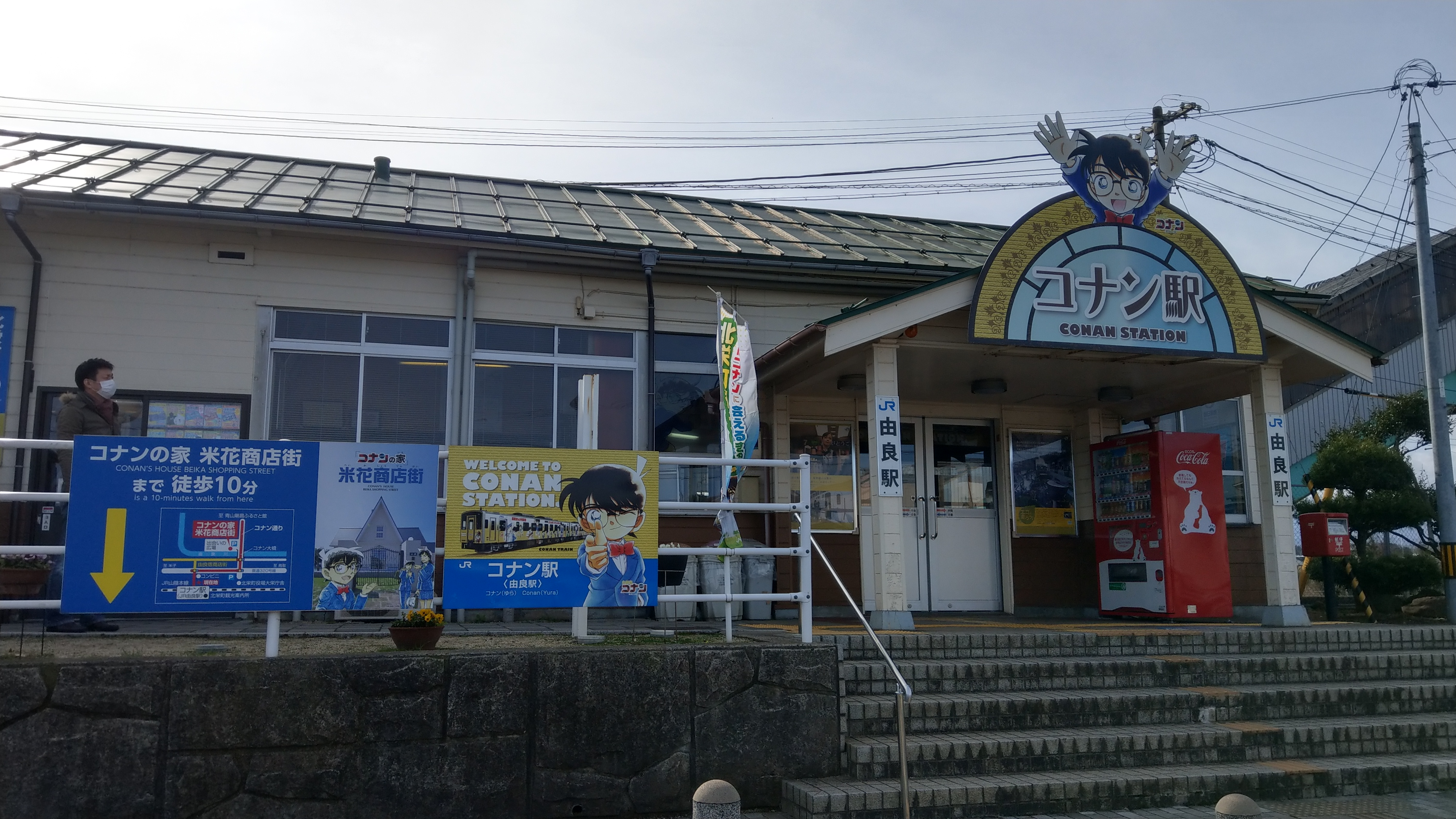
暱稱為「柯南車站」的由良車站
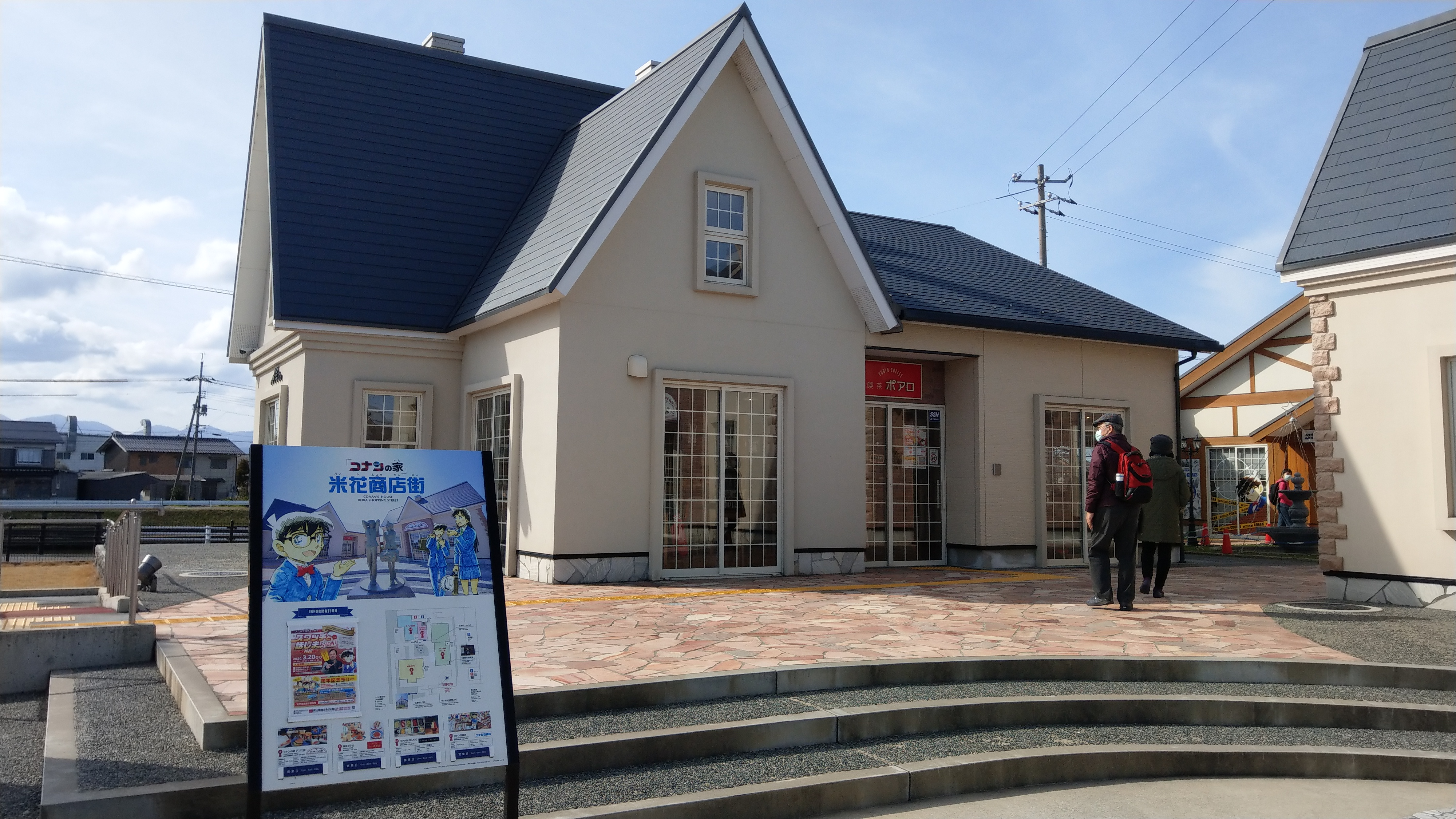
柯南的家和米花商店街
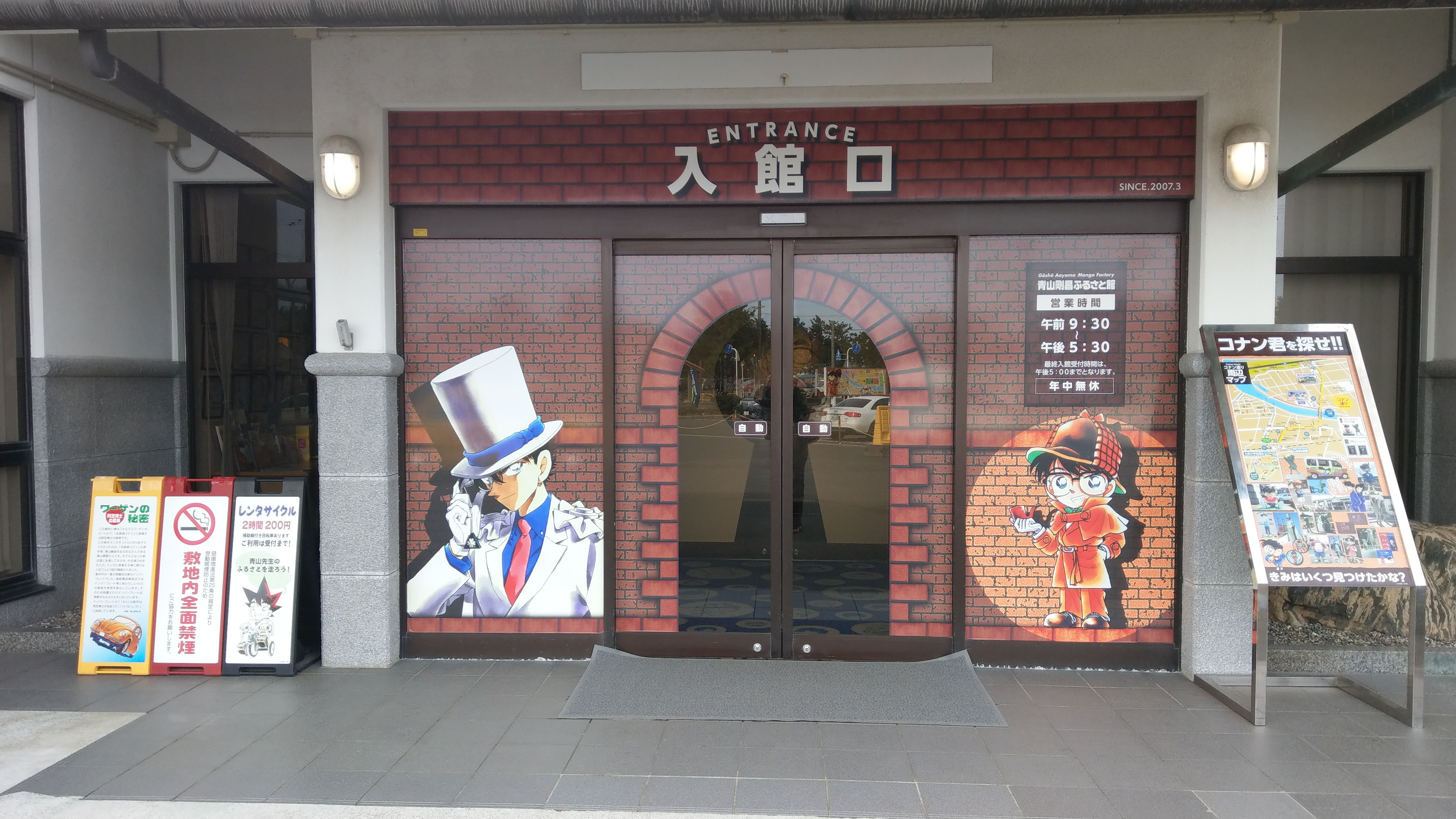
青山剛昌故鄉館入口
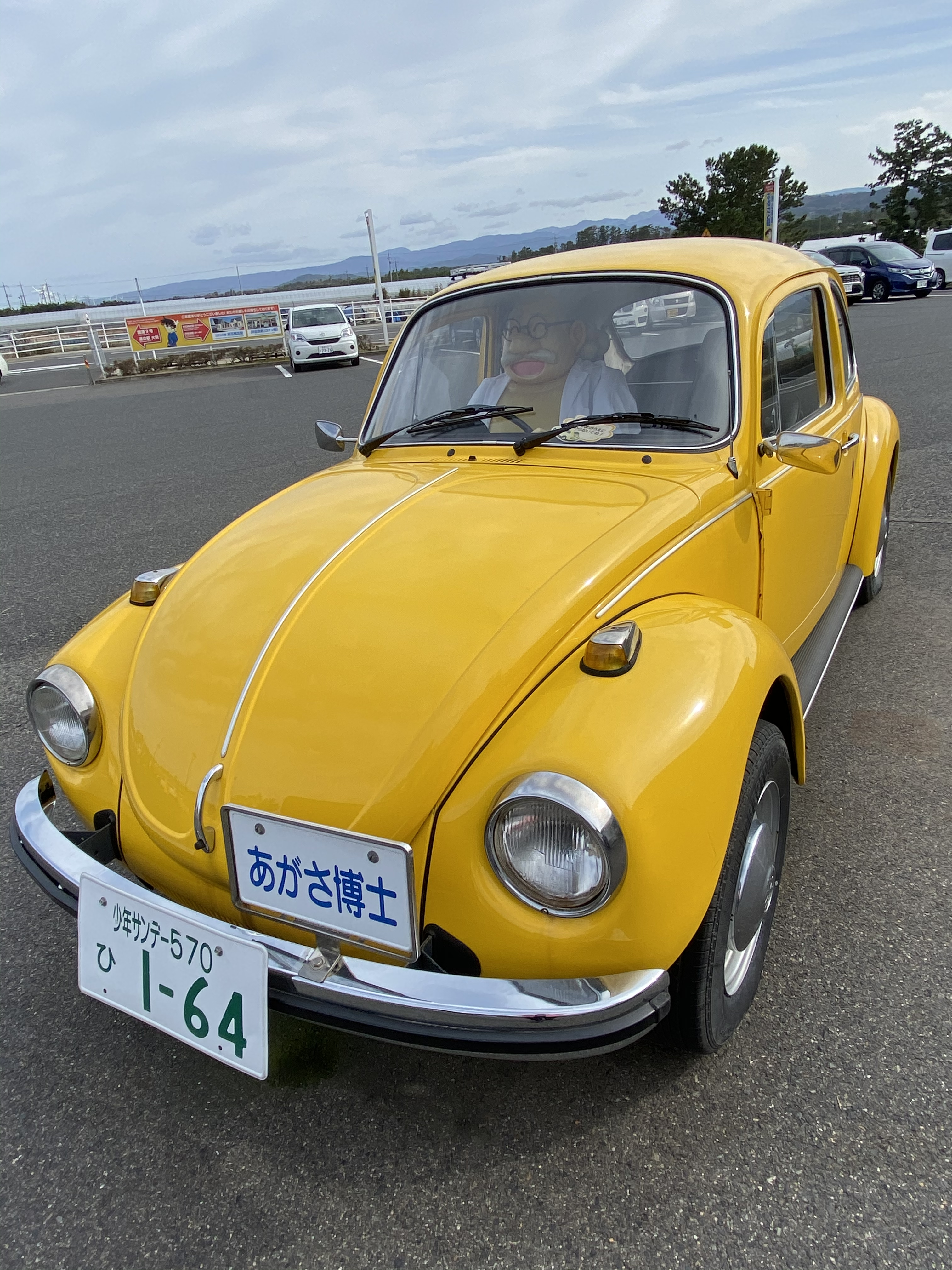
青山剛昌故鄉館前博士的車

## 備註
1. ↑  由良車站的暱稱，日文原名：
2. ↑  日文原名：
3. ↑  日文原名：
4. ↑  日文原名：
5. ↑  日文原名：
6. ↑  日文原名：
7. ↑  日文原名：

## 外部連結
- （简体中文） 青山剛昌故鄉館 （页面存档备份，存于）
- （日語） 青山剛昌故鄉館的X（前Twitter）
- （日語） 青山剛昌故鄉館的Facebook專頁
- （日語） 柯南偵探社 （页面存档备份，存于） - 館內的紀念品商店
  - （简体中文） 柯南偵探社 （页面存档备份，存于）